# Économie de Trinité-et-Tobago
Trinité-et-Tobago possède la plus importante économie des petites Antilles, avec un PIB de l'ordre de 18 milliards USD (évalué en parité de pouvoir d'achat).
La principale caractéristique de l'économie du pays, par rapport aux autres pays des Antilles, est son important secteur pétrolier
Les appréciables réserves de gaz naturel alimentent une industrie pétrochimique orientée vers l'exportation : méthanol (dont le pays est le plus grand exportateur mondial[réf. nécessaire]), ammoniac, urée. Presque la moitié de la production de gaz naturel est exportée sous forme de GNL, principalement vers les États-Unis.
Outre la pétrochimie, la disponibilité de gaz naturel a aussi permis le développement des industries de l'acier et de l'aluminium, industrie très consommatrice d'énergie.
Le tourisme est aussi un secteur important, même s'il l'est proportionnellement moins que dans la majorité des pays des Antilles. Les services financiers sont aussi très développés. L'activité agricole est modeste, elle exporte des agrumes, des fleurs, du cacao et du café ou encore du sucre de canne.
Les indicateurs généraux sont bons : la croissance atteint 7 % en 2005 (mais elle doit beaucoup aux cours des hydrocarbures), le taux de chômage a baissé à moins de 7 %.
Le gouvernement a fixé pour objectif de rendre Trinité-et-Tobago qualifiable comme « pays industrialisé » d'ici 2020. Ses ambitieux plans de développement s'appuient cependant très largement sur l'exploitation accrue des réserves de gaz, et nécessitent la découverte de gisements supplémentaires.